# Bored Stiff
Bored Stiff è il secondo album in studio del gruppo musicale italiano Meathead, pubblicato nel 1992.

## Tracce
1. Drone
2. A Thousand Pipes
3. Inflatable
4. Outta My Face
5. You Owe Me
6. You're A Bore
7. Blow
8. Metallic Mantra
9. No. 1
10. Dick Smoker
11. Phone System Crashes
12. Phreaker's Buzz
13. Flap Jack
14. Hoodoo
15. Right Here
16. Lunch / Metallic Mantra